# Reggie Wayne
Reginald „Reggie“ Wayne (geboren am 17. November 1978 in New Orleans, Louisiana) ist ein ehemaliger US-amerikanischer American-Football-Spieler auf der Position des Wide Receivers. Er spielte College Football für die University of Miami und anschließend 14 Jahre lang in der National Football League (NFL) für die Indianapolis Colts. Er gewann mit den Colts den Super Bowl XLI und wurde sechsmal in den Pro Bowl gewählt.

## Karriere

### Frühe Jahre und College
Wayne besuchte die John Ehret High School in Marrero, einem Vorort von New Orleans, Louisiana. Er ging ab 1997 auf die University of Miami, um College Football für die Miami Hurricanes zu spielen. Dort war er vier Jahre lang Stammspieler und stellte mit insgesamt 173 gefangenen Pässen einen neuen Rekord auf, dabei erzielte er 2510 Yards Raumgewinn und 20 Touchdowns. Seinen Bachelorabschluss machte er in Liberal Arts. Im Jahr 2011 nahm die University of Miami Wayne in ihre Sports Hall of Fame auf.

### NFL
Wayne wurde im NFL Draft 2001 an 30. Stelle von den Indianapolis Colts ausgewählt. In seiner Rookiesaison blieb er unauffällig, nachdem er verletzungsbedingt einen Teil der Saisonvorbereitung verpasst hatte. Wayne musste auch drei Partien der Regular Season aussetzen und fing lediglich 27 Pässe für 345 Yards. In den folgenden Jahren entwickelte er sich jedoch neben Marvin Harrison zur zweitwichtigsten Anspielstation von Quarterback Peyton Manning und konnte Harrison später überflügeln.
In der Saison 2004 kam Wayne erstmals auf über 1000 Yards in einer Saison. Da neben Wayne auch Marvin Harrison und Brandon Stokley über 1000 Yards erzielten und damit als erstes Wide-Receiver-Trio jeweils die 1000-Yards-Marke erreichten, gelten die Passempfänger der Colts in dieser Spielzeit als eines der besten Trios aller Zeiten. In den Play-offs konnte Wayne im Spiel gegen die Denver Broncos in der Wild-Card-Runde glänzen, als er bei 10 gefangenen Pässen 221 Yards Raumgewinn erzielte und damit einen neuen Franchiserekord aufstellte. Dabei gelangen ihm zwei Touchdowns. Indianapolis scheiterte letztlich im AFC Championship Game an den New England Patriots.

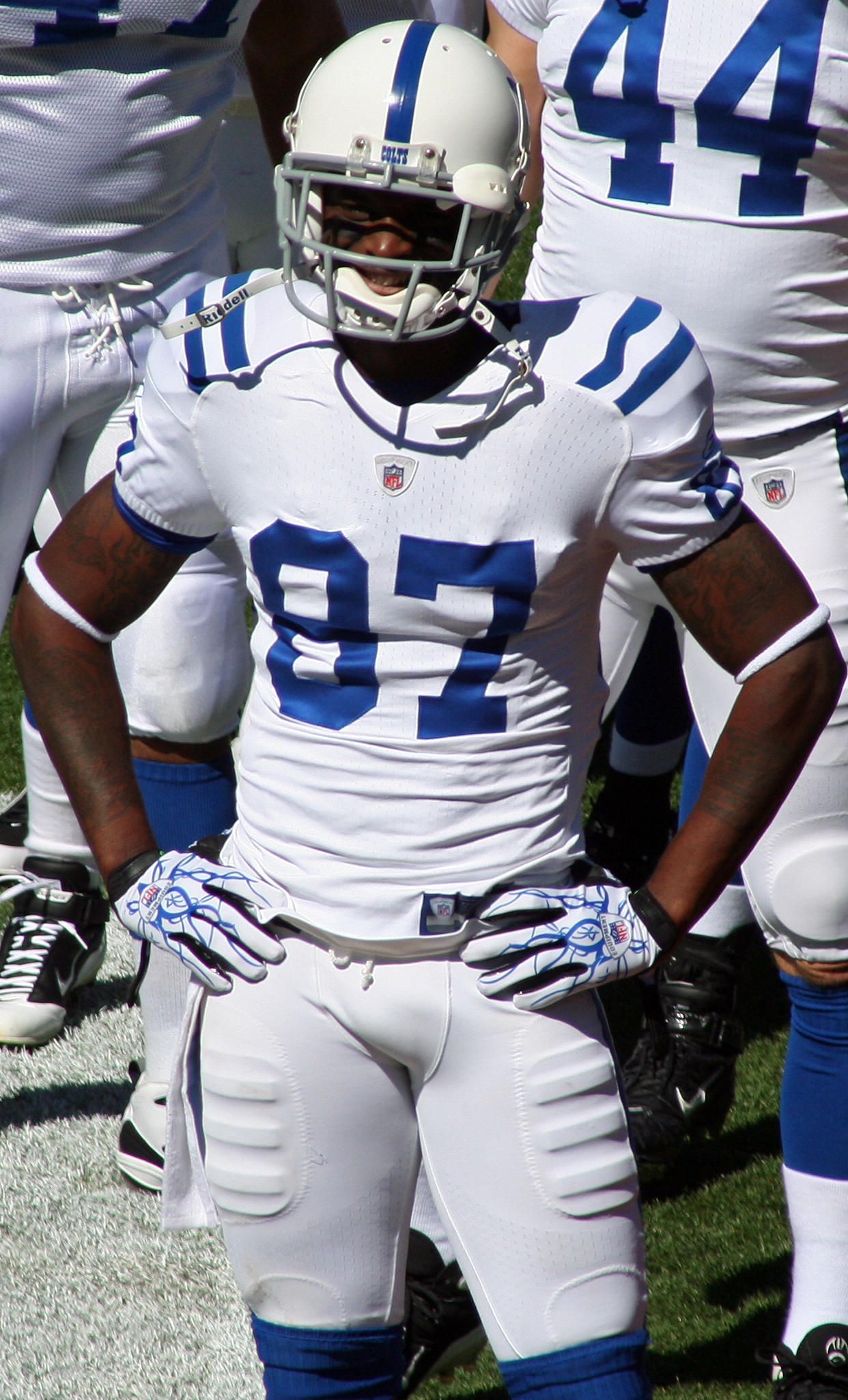
Reggie Wayne (2010)

Vor der Saison 2006 einigte Wayne sich mit den Colts nach Ablauf seines Rookievertrags auf einen Sechsjahresvertrag im Wert von rund 40 Millionen US-Dollar. Er fing 86 Pässe für 1310 Yards und neun Touchdowns, woraufhin er erstmals in den Pro Bowl gewählt wurde. Wayne zog mit den Colts in den Super Bowl XLI ein, den Indianapolis mit 29:17 gegen die Chicago Bears gewann. Dabei fing Wayne im ersten Viertel einen Touchdownpass für 53 Yards Raumgewinn. Auch in den folgenden vier Saisons wurde Wayne für den Pro Bowl nominiert, in der Saison 2007 führte er die Liga mit 1510 Yards Raumgewinn in dieser Statistik an. In der Saison 2009 gelang ihm der zweite Super-Bowl-Einzug mit den Colts, im Super Bowl XLIV unterlag Indianapolis jedoch den New Orleans Saints mit 17:31.
In der Saison 2011, die Quarterback Manning verletzungsbedingt verpasste, erreichte Wayne erst zum dritten Mal keine 1000 Yards. Trotz des Abgangs von Manning zur Saison 2012 blieb Wayne in Indianapolis und unterschrieb einen Dreijahresvertrag über 17,5 Millionen US-Dollar. Mit Andrew Luck als neuem Quarterback fing Wayne 106 Pässe für 1355 Yards und fünf Touchdowns, woraufhin er zum sechsten Mal in den Pro Bowl gewählt wurde.
Beim Sieg über die Denver Broncos am 7. Spieltag der Saison 2013 zog Wayne sich einen Kreuzbandriss im rechten Knie zu, woraufhin die Saison für ihn vorzeitig beendet war. Eine Woche zuvor hatte er seinen tausendsten Pass in der NFL gefangen. Mit seiner Verletzung endete Waynes Serie von 189 in Folge bestrittenen Spielen. In der folgenden Saison wurde Wayne bei den Colts von T. Y. Hilton als Nummer-eins-Receiver abgelöst, woraufhin die Colts sich im März dazu entschieden, den Vertrag mit ihm nicht mehr zu verlängern. Sein letztes Spiel für die Colts war die 7:45-Niederlage gegen die New England Patriots im AFC Championship Game.
Am 25. August unterschrieb Wayne einen Einjahresvertrag im Wert von bis zu 2,8 Millionen Dollar bei den New England Patriots, einigte sich aber bereits am 5. September noch vor Saisonbeginn mit den Patriots auf eine Vertragsauflösung. Nachdem er in der Saison 2015 nicht gespielt hatte, gab Wayne am 15. Januar 2016 sein Karriereende bekannt. Er stand in 211 Spielen der Regular Season für die Colts auf dem Feld, davon 143 Siege, und stellte damit jeweils neue Franchiserekorde auf. Wayne fing 1070 Pässe für 14.345 Yards, zum Zeitpunkt seines Karriereendes jeweils Top-10-Werte in der NFL. Dabei gelangen ihm 82 Touchdowns.

### NFL-Statistiken
| 2001                               | Indianapolis Colts | 13  | 9   | 27   | 345    | 12,8 | 43 | 0  |
| 2002                               | Indianapolis Colts | 16  | 7   | 49   | 716    | 14,6 | 49 | 4  |
| 2003                               | Indianapolis Colts | 16  | 16  | 68   | 838    | 12,3 | 57 | 7  |
| 2004                               | Indianapolis Colts | 16  | 16  | 77   | 1210   | 15,7 | 71 | 12 |
| 2005                               | Indianapolis Colts | 16  | 16  | 83   | 1055   | 12,7 | 66 | 5  |
| 2006                               | Indianapolis Colts | 16  | 16  | 86   | 1310   | 15,2 | 51 | 9  |
| 2007                               | Indianapolis Colts | 16  | 16  | 104  | 1510   | 14,5 | 64 | 10 |
| 2008                               | Indianapolis Colts | 16  | 16  | 82   | 1145   | 14,0 | 65 | 6  |
| 2009                               | Indianapolis Colts | 16  | 16  | 100  | 1264   | 12,6 | 65 | 10 |
| 2010                               | Indianapolis Colts | 16  | 16  | 111  | 1355   | 12,2 | 50 | 6  |
| 2011                               | Indianapolis Colts | 16  | 16  | 75   | 960    | 12,8 | 56 | 4  |
| 2012                               | Indianapolis Colts | 16  | 16  | 106  | 1355   | 12,8 | 73 | 5  |
| 2013                               | Indianapolis Colts | 7   | 7   | 38   | 503    | 13,2 | 35 | 2  |
| 2014                               | Indianapolis Colts | 15  | 15  | 64   | 779    | 12,2 | 80 | 2  |
| Total                              | Total              | 211 | 197 | 1070 | 14.345 | 13,4 | 80 | 82 |
| Quelle: pro-football-reference.com |                    |     |     |      |        |      |    |    |